# پیزلی (فلوریدا)
پیزلی (به انگلیسی: Paisley) یک منطقهٔ مسکونی در ایالات متحده آمریکا است که در شهرستان لیک، فلوریدا واقع شده‌است. پیزلی ۸٫۹ کیلومتر مربع مساحت و ۷۳۴ نفر جمعیت دارد و ۲۲ متر بالاتر از سطح دریا قرار دارد.